# Esquerchin
 Esquerchin  es una población y comuna francesa, en la región de Norte-Paso de Calais, departamento de Norte, en el distrito de Douai y cantón de Douai-Sud-Ouest.

## Demografía
| 749 | 800 | 751 | 714 | 739 | 723 |
| Para los censos de 1962 a 1999 la población legal corresponde a la población sin duplicidades (Fuente: INSEE [Consultar]) |     |     |     |     |     |